# Werner Jarowinsky
Werner Jarowinsky, né le 25 avril 1927 à Léningrad et mort le 22 octobre 1990 à Berlin, est un homme politique est-allemand, membre du Politburo du Comité central du Parti socialiste unifié d'Allemagne.

## Biographie
Il est le fils d'un ouvrier qui travaillait en Union soviétique. Après la mort de leur père, la famille Jarowinsky retourne en Allemagne dans les années 1930. Il suit une formation de commis industriel de 1941 à 1943. Pendant la Seconde Guerre mondiale, il fait son service militaire dans la Wehrmacht jusqu'en 1945.
Après la guerre, il rejoint le Parti communiste allemand (KPD) en 1945 et le Parti socialiste unifié d'Allemagne (SED) en 1946. Il devient fonctionnaire pour la jeunesse à Zeitz et est employé de la police populaire. Parallèlement, il sort diplômé de l'école préparatoire de Halle-sur-Saale et obtient son Abitur en 1947. De 1948 à 1951, il étudie l'économie et le droit à l'Université Martin-Luther de Halle-Wittemberg et à l'Université Humboldt de Berlin. De 1951 à 1956, il est maître de conférences à l'université Humboldt. En 1956, il obtient son doctorat à la faculté d'économie de l'université de Leipzig avec la thèse « Les fonctions de la planification du commerce socialiste en République démocratique allemande et les bases de la planification des ventes au détail par l'État ».
En 1956, il devient chef de l'institut de recherche pour le commerce intérieur à Berlin-Est et en 1957 chef d'une administration principale au ministère du Commerce et de l'Approvisionnement de RDA. À partir de 1959, il est sous-ministre des Produits industriels et de février 1961 à octobre 1963, secrétaire d'État et premier vice-ministre du Commerce et de l'Approvisionnement (successeur de Franz Fillinger). En janvier 1963, au VIe congrès du SED, il est élu membre du Comité central et se présente comme candidat au Politburo. Le 1er novembre 1963, il est élu secrétaire du Comité central du SED chargé du commerce et des fournitures, puis plus tard des questions ecclésiastiques. De mai 1984 à décembre 1989, il est membre du Politburo du Comité central du SED. De 1963 à 1990, il est également député du groupe parlementaire SED de la Chambre du peuple et de 1971 à 1989 président de la commission du commerce et de l'approvisionnement.
À la fin des années 1980, Jarowinsky est aussi représentant de la RDA dans l'équipe éditoriale à Prague du mouvement communiste mondial dirigé par l'URSS, Problèmes de paix et de socialisme. Il s'oppose fermement à l'évolution du magazine, réclamée par ses collègues soviétiques, vers la glasnost, le pluralisme et la liberté d'expression.
En novembre 1989, il devient vice-président de la Chambre du peuple et président du SED et de la fraction SED-PDS. Cependant, avec l'effondrement de la RDA, le 10 janvier 1990, il quitte son poste de député et le 20 janvier, il est exclu du SED-PDS.
Jarowinsky a reçu l'Ordre Karl Marx en 1977 et 1987.

## Sources
- (de) Günther Buch, Namen und Daten wichtiger Personen der DDR. 4., überarbeitete und erweiterte Auflage. Dietz, Berlin (West)/Bonn 1987,  (ISBN 3-8012-0121-X), p. 141.
- (de)  Andreas Herbst (Hrsg.), Winfried Ranke, Jürgen Winkler, So funktionierte die DDR. Band 3: Lexikon der Funktionäre (= rororo-Handbuch. Bd. 6350). Rowohlt, Reinbek bei Hamburg 1994,  (ISBN 3-499-16350-0), p. 158.
- (de)  Helmut Müller-Enbergs, Jarowinsky, Werner. In: Wer war wer in der DDR? 5. Ausgabe. Band 1. Ch. Links, Berlin 2010,  (ISBN 978-3-86153-561-4)